# 1233

## Události
- založení města Kladruby
- založení řádu servitů

probíhající události
- 1223–1242 – Mongolský vpád do Evropy
- 1233–1234 – Stedingerská křížová výprava

## Narození
- 15. srpna – Filip Benicius, italský presbyter, fakticky druhý zakladatel řádu Servitů, světec († 1285)

## Úmrtí
- březen – Bohemund IV. z Antiochie, vládce křižáckého Antiochijského knížectví kolem 1172)
- 1. března – Tomáš I. Savojský, savojský hrabě a pán Piemontu (* 1178)
- 30. června – Konrád z Marburku, středověký inkvizitor (* mezi 1180–1190)
- 29. července – Ferdinand Portugalský, flanderský hrabě, účastník bitvy u Bouvines (* 1188)
- 22. listopadu – Helena Dánská, vévodkyně z Lüneburgu
- ? – Jolanda z Courtenay, uherská královna
- ? – Alice z Montferratu, kyperská královna
- ? – Matylda z Angoulême, anglická hraběnka

## Hlava státu
- České království – Václav I.
- Svatá říše římská – Fridrich II.
- Papež – Řehoř IX.
- Anglické království – Jindřich III. Plantagenet
- Francouzské království – Ludvík IX.
- Polské knížectví – Jindřich I. Bradatý
- Uherské království – Ondřej II.
- Latinské císařství – Balduin II. a Jan z Brienne (císař-regent)
- Nikájské císařství – Jan III. Dukas Vatatzés